# Letto
Letto es una banda de género pop formada en Yogyakarta, Indonesia en 2004. El grupo está formado por el vocalista Noe, Dhedot el baterista, el bajista y guitarrista Arian Patub.
Letto son conocidos por sus grandes éxitos, titulado como "Setengah Hati", "Ruang Rindu", "Sebelum Cahaya" y "Lubang di Hati". Su primer álbum titulado "Truth, Cry and Lie", fue lanzado en 2006.

## Discografía
| Año  | Álbum                |
| ---- | -------------------- |
| 2006 | Truth, Cry and Lie   |
| 2007 | Don't Make Me Sad    |
| 2009 | Lethologica          |
| 2011 | Cinta... Bersabarlah |